# Hút mật cánh kim
Hút mật cánh kim (danh pháp khoa học: Aethopyga pulcherrima) là một loài chim thuộc Họ Hút mật. Đây là loài đặc hữu Philipin. Loài này phân bố ở. Môi trường sống tự nhiên của nó là rừng nhiệt đới đất thấp ẩm ướt hoặc rừng núi cao ẩm ướt nhiệt đới và cận nhiệt đới. 